# Kiefernzapfenwanze

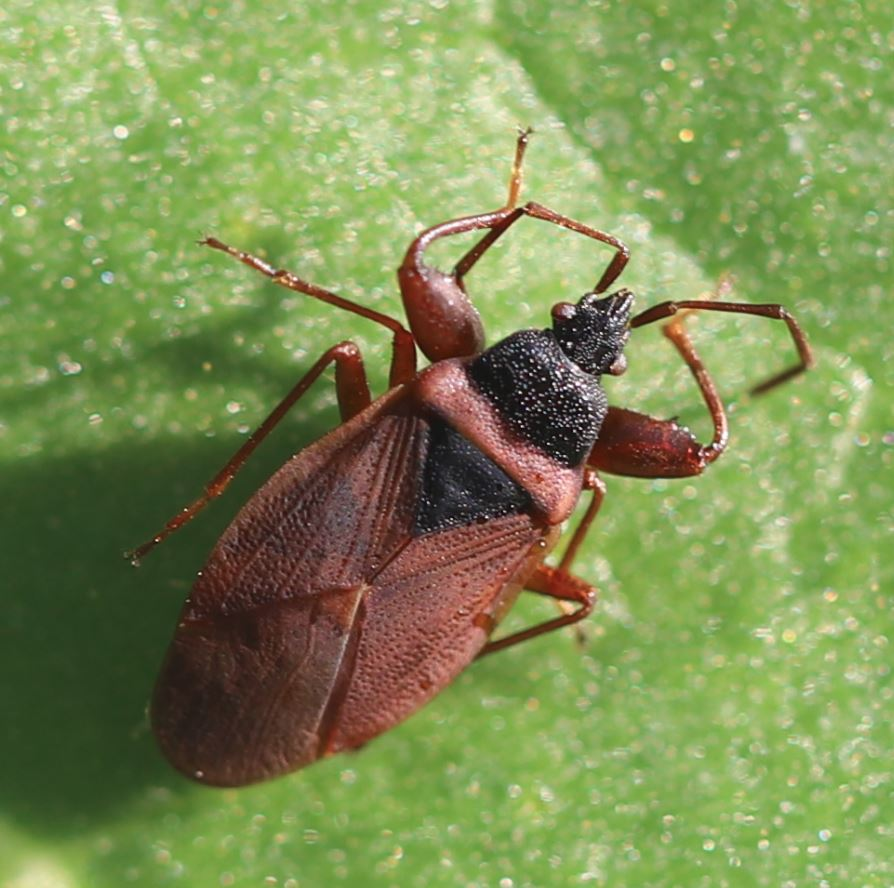
Dorsalansicht

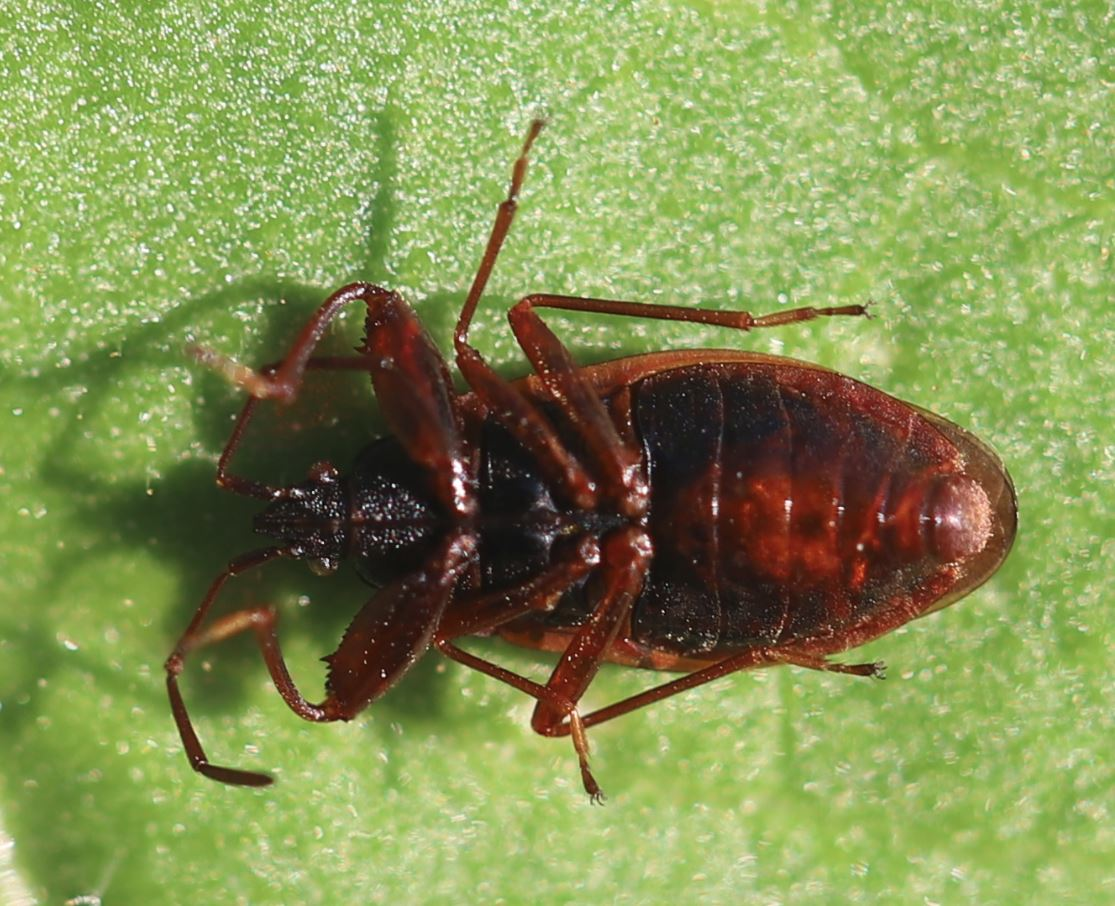
Ventralansicht

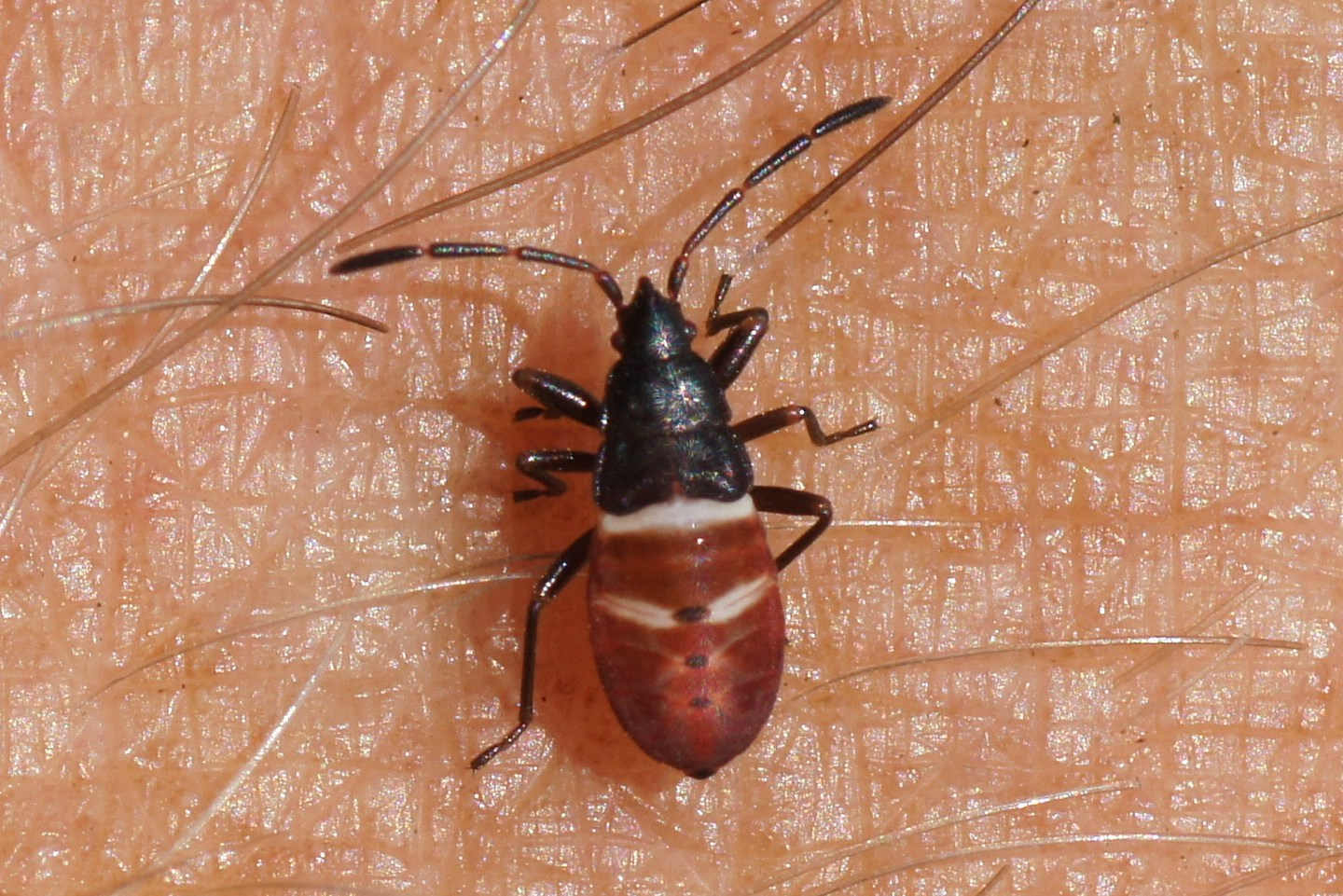
Nymphe

Die Kiefernzapfenwanze (Gastrodes grossipes), auch Porige Zapfenwanze genannt, ist eine Wanze aus der Familie der Rhyparochromidae.

## Merkmale
Die Wanzen werden 5,5 bis 7,3 Millimeter lang. Man kann die Art von Gastrodes abietum durch ihre dunkel gefärbten Seiten des Pronotums, durch ihre allgemein dunklere rotbraune Färbung und durch das erste Fühlerglied unterscheiden, das bis hinter den Kopf reicht. Außerdem ist das Pronotum stärker punktiert als bei der ähnlichen Art. Ihr Schildchen (Scutellum) ist schwarz gefärbt.

## Verbreitung und Lebensraum
Die Art ist in fast ganz Europa außer im hohen Norden verbreitet. Im Osten erstreckt sich das Verbreitungsgebiet über Kleinasien und den Kaukasus sowie nach Sibirien. In Mitteleuropa ist die Art weit verbreitet und meist häufig.

## Lebensweise
Die Tiere leben an Waldkiefer (Pinus sylvestris) und anderen Kiefern (Pinus), seltener an anderen Kieferngewächsen (Pinaceae), wie z. B. Europäischer Lärche (Larix decidua). Die Weibchen legen im Gegensatz zu den übrigen Arten der Gattung Gastrodes ihre Eier in Reihen an den Nadeln ihrer Wirtsbäumen ab. Die Lebensweise gleicht ansonsten der von Gastrodes abietum. Man findet die Tiere auch unter Rinde, in Ritzen und in Zapfen der Nadelbäume. Sie saugen vor allem an den Nadeln der Bäume. Die Imagines überwintern und paaren sich im Frühjahr. Die rotbraunen Nymphen beobachtet man von Mai bis Juli. Die Imagines der neuen Generation erscheinen im August.

## Belege